# 然別湖畔温泉

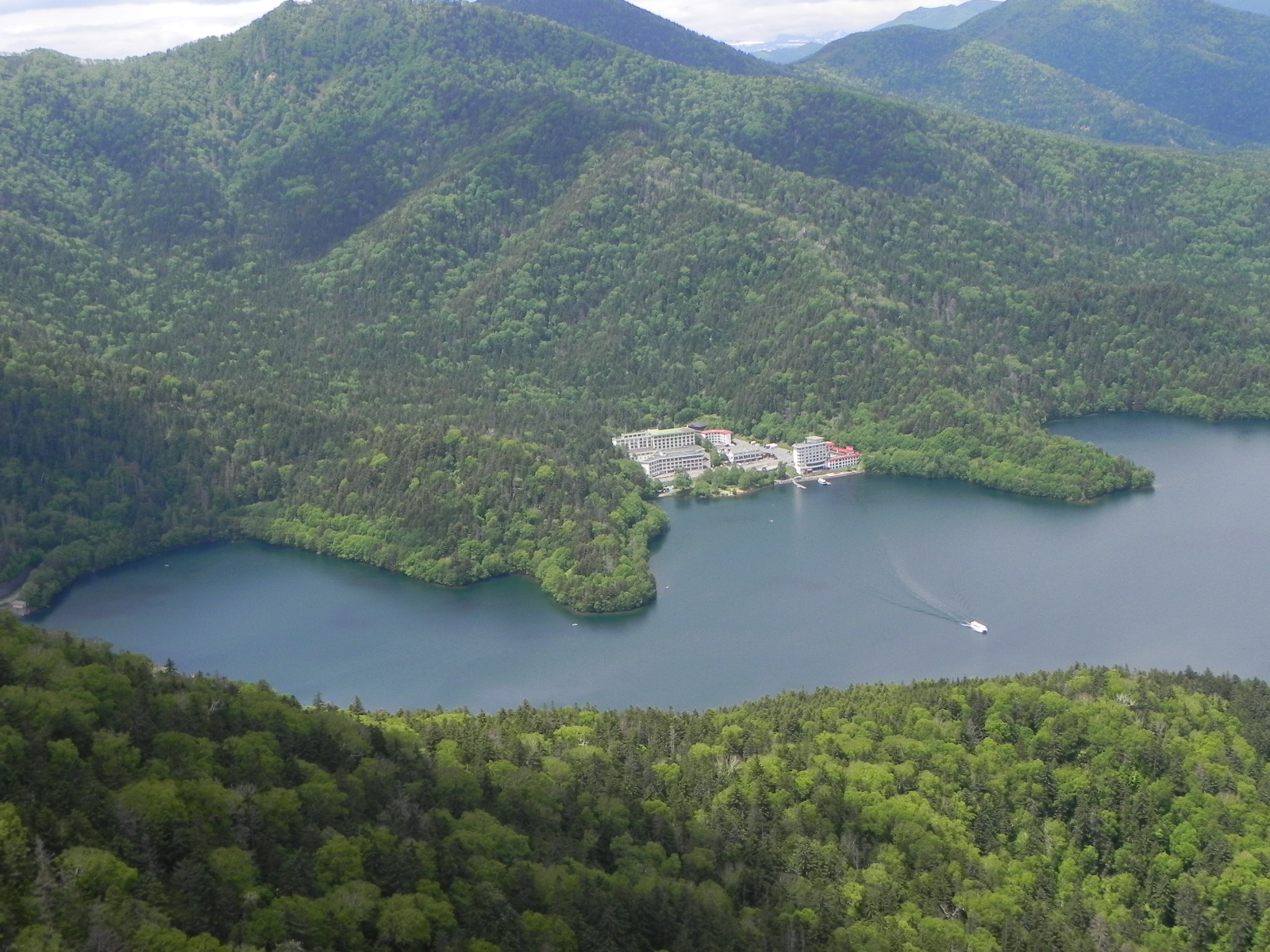
周辺環境

然別湖畔温泉（しかりべつこはんおんせん）は、北海道河東郡鹿追町にある温泉。然別湖の西岸にある。

## 泉質
- 塩化物泉
- 硫黄泉
  - 源泉温度は71℃である。

## 温泉街
然別湖の湖畔にホテル型の温泉旅館が2軒存在する。糠平ダム湖・然別湖への観光客向けに日帰り入浴が可能となっている。一帯は大雪山国立公園の中に存在し、然別湖周辺の自然環境を保全するため、この2軒以外には宿はない。湖周辺は第2種特別地域で、原則として自然を改変してはいけない地域となっている。
冬場、然別湖が凍結した際には、湖上に露天風呂が設営される。
然別湖にのみ生息しているミヤベイワナ（鹿追町内の民間養魚場で養殖されたもの）を使った料理などが、夕食時の料理の一品として提供され、名物となっている。

## アクセス
- 新得駅より北海道拓殖バス（鹿追営業所乗り換え）で約70分。
- 帯広駅より北海道拓殖バス（音更町役場前・鹿追営業所経由）。
- 車では、北海道道85号鹿追糠平線にてアクセス可能。